# إنترنت الأشياء العسكرية
إنترنت الأشياء العسكرية (IoMT) هو فرع من إنترنت الأشياء صُمم خصيصًا للعمليات القتالية والحروب. يتكون هذا النظام من شبكة مترابطة من الكيانات الذكية في المجال العسكري تتفاعل باستمرار مع محيطها لتأدية مهامها بكفاءة عالية.
يُشير مفهوم إنترنت الأشياء العسكرية إلى تحول المعارك المستقبلية نحو الاعتماد على الذكاء الاصطناعي والحرب السيبرانية في البيئات الحضرية. ويهدف هذا النظام إلى تعزيز قدرات المقاتل من خلال تخفيف العبء الواقع عليه وتوفير معلومات استخباراتية دقيقة في الوقت الفعلي.
برزت العديد من المصطلحات المتنوعة لوصف استثمار تقنية إنترنت الأشياء في مجالات الاستطلاع والمراقبة البيئية والحرب غير المأهولة وغيرها من العمليات القتالية. ومن بين هذه المصطلحات نجد ما يُعرف بإنترنت الأشياء العسكرية (MIoT)  وإنترنت الأشياء القتالية،  وإنترنت أشياء ميدان المعركة (IoBT).

## ملخص
يشمل إنترنت الأشياء العسكرية طيفًا واسعًا من الأجهزة المجهزة بقدرات استشعار متقدمة، وقابلة للتعلم، وقادرة على تنفيذ مهام فعلية عبر واجهات رقمية أو افتراضية مدمجة في الأنظمة. وتشمل هذه الأجهزة: أجهزة استشعار متعددة، مركبات، روبوتات، طائرات مسيرة، أجهزة قابلة للارتداء، أنظمة بيومترية، ذخائر، دروع، أسلحة، وغيرها من التقنيات الذكية. وبشكل عام، يمكن تصنيف هذه الأجهزة ضمن أربع فئات رئيسية  (مع مراعاة انتشارها الكافي لتشكيل شبكة متكاملة من البيانات):
- جهاز ناقل للبيانات: آلة تتصل بجسم مادي، وتربطه بصورة غير مباشرة بشبكة اتصالات أوسع نطاقاً.
- جهاز استشعار البيانات: آلة قارئة أو كاتبة قادرة على التفاعل مع الأجسام المادية.
- جهاز استشعار وتشغيل: آلة تستطيع اكتشاف أو قياس معلومات متعلقة بالبيئة المحيطة، وتحويلها إلى إشارة إلكترونية رقمية أو عملية مادية.
- جهاز عام: آلة متكاملة بقدرات معالجة واتصال، ويمكنها تبادل المعلومات مع شبكة أوسع.

بالإضافة إلى ربط الأجهزة الإلكترونية المتنوعة في شبكة متكاملة، اقترح الباحثون أيضًا إمكانية دمج أجسام جامدة غير ضارة، مثل النباتات والصخور، في هذا النظام. يتم ذلك عن طريق تركيب أجهزة استشعار داخل هذه الأجسام، مما يحولها إلى نقاط لجمع المعلومات. وتتوافق هذه المساعي مع المشاريع الجارية لتطوير ما يُعرف بالنباتات الإلكترونية أو "النباتات الذكية".
تتضمن الأمثلة المقترحة لتطبيقات إنترنت الأشياء العسكرية الاستطلاع التكتيكي، والإدارة الذكية للموارد، والدعم اللوجستي (مثل تتبع المعدات والإمدادات)، ومراقبة المدن الذكية، والحرب السيبرانية. وقد أعربت العديد من الدول، بالإضافة إلى مسؤولي حلف شمال الأطلسي، عن اهتمامهم بالفوائد العسكرية المحتملة لتكنولوجيا إنترنت الأشياء.

## تاريخ
انطلقت جذور تطورات تقنية إنترنت الأشياء الطبية بشكل كبير من الجهود العسكرية الحثيثة على تعزيز تطوير شبكات الأجهزة الحساسة ومنصات الحوسبة منخفضة الطاقة خلال ستينيات القرن العشرين لتلبية متطلبات التطبيقات الدفاعية. وخلال فترة الحرب الباردة، تصدرت القوات المسلحة الأمريكية الريادة في استثمار تقنيات شبكات الأجهزة الحساسة اللاسلكية لكشف وتتبع الغواصات السوفيتية. ومن أبرز الأمثلة على ذلك، نظام المراقبة الصوتية (SOSUS)، وهو شبكة من المستشعرات الصوتية تحت الماء، تعرف بالهيدروفونات، تمتد عبر المحيطين الأطلسي والهادئ لتشكل شبكة استماع تحت الماء مرتبطة بالمرافق السطحية. وقد شكّلت العديد من تقنيات الاستشعار والشبكات التي طورها الجيش الأمريكي خلال تلك الحقبة الأساس المتين لأنظمة إنترنت الأشياء العسكري المعاصرة. ومن الأمور الجوهرية أن وزارة الدفاع الأمريكية قد ساهمت بشكل فعال في تمهيد الطريق لأبحاث إنترنت الأشياء المستقبلية في أواخر الستينيات من القرن العشرين من خلال تأسيس شبكة أربانت، وهي النواة الأولى لشبكة الإنترنت التي استخدمها العلماء العسكريون المتوزعون جغرافيًا لتبادل البيانات.
في ثمانينيات القرن العشرين، أبرمت وكالة مشاريع البحوث المتقدمة للدفاع (داربا) شراكة رسمية مع باحثين أكاديميين في معهد ماساتشوستس للتكنولوجيا وجامعة كارنيغي ميلون بهدف تطوير شبكات استشعار لاسلكية واسعة الانتشار. ومن هنا، انتشر البحث في تقنيات الاستشعار اللاسلكية في الأوساط البحثية المدنية، ليجد في النهاية تطبيقاته العملية في المجالات الصناعية مثل توزيع الطاقة ومعالجة مياه الصرف الصحي وأتمتة المصانع. وخلال تلك الفترة الزمنية ذاتها، استثمرت وزارة الدفاع الأمريكية بشكل مكثف في تقليص حجم الدوائر المتكاملة بغرض تضمين مختلف الأشياء برقائق حاسوب صغيرة. ونتيجة لهذا التمويل السخي، استطاعت صناعة الميكروإلكترونيات التجارية أن تتخطى فترة من التراجع المحتمل.
في أواخر تسعينيات القرن العشرين، أعلنت وزارة الدفاع الأمريكية عن نيتها تبني نمط حربي جديد أسمته "الحرب المركزة على الشبكات". هذا النمط يهدف إلى دمج القدرات العسكرية التقليدية مع التكنولوجيا المعلوماتية والمعرفة البشرية لتعزيز تبادل المعلومات وتكثيف التعاون بين الوحدات القتالية. وقد تجسدت هذه الرؤية في مشاريع طموحة، من بينها مشروع "المقاتل الشبكي" (المعروف سابقًا باسم نظام الجندي البري أو نظام الجندي المُركّب)، فضلًا عن منصة القيادة والسيطرة القتالية الحادية والعشرين للقوة. وقد شهدت هذه المشاريع انتشارًا واسعًا في بداية الألفية الجديدة.
ومع ذلك، بدأ الاهتمام بالأبحاث المتعلقة بشبكة الأشياء في المجال العسكري في الانحسار مع ازدهار الصناعة التجارية بالتقنية الجديدة. وفي الوقت الذي واصلت وزارة الدفاع الأمريكية الأبحاث في مجال أجهزة الاستشعار المتقدمة، ونظم معالجة المعلومات الذكية، وشبكات الاتصالات، فإن القليل من الأنظمة العسكرية قد استفادت استفادة كاملة من مجموعة تقنيات شبكة الأشياء، مثل أجهزة الاستشعار الشبكية وتكنولوجيا الاستجابة الآلية، وذلك في الغالب بسبب المخاوف الأمنية. واعتبارًا من عام 2019، بدأت الأبحاث في مجال تقنية شبكة الأشياء الحديثة داخل المؤسسة العسكرية في استعادة قدر كبير من الدعم من قبل الجيش الأمريكي والبحرية والقوات الجوية.

## البرامج
شُكلت العديد من المبادرات من قِبل وزارة الدفاع بهدف تعزيز البحث في مجال إنترنت الأشياء ضمن النطاق العسكري، فضلًا عن سد الفجوة الحالية في التقدم بين التطبيقات العسكرية والتجارية.

### الجندي المتصل
كان مشروع الجندي المتصل مبادرة بحثية رائدة، حظيت بدعم من مركز ناتيك الأمريكي للأبحاث والتطوير والهندسة العسكرية (NSRDEC). وقد ركز هذا المشروع على تطوير تجهيزات عسكرية ذكية، بهدف إنشاء شبكة إنترنت للأشياء مخصصة لكل جندي على حدة. تم تحقيق ذلك من خلال دمج تقنيات متطورة كالإتصالات الراديوية عريضة النطاق، وأجهزة الاستشعار الحيوية، والأجهزة القابلة للارتداء الذكية ضمن المعدات العسكرية القياسية. لم تقتصر وظيفة هذه الأجهزة على مراقبة الحالة الصحية للجندي فحسب، بل امتدت لتشمل أيضًا الحصول على معلومات آنية حول المهمة، والاستخبارات، والمراقبة، وتبادلها مع المركبات العسكرية والطائرات والقوات المتحالفة القريبة.

### إنترنت الأشياء في ساحة المعركة (IoBT)

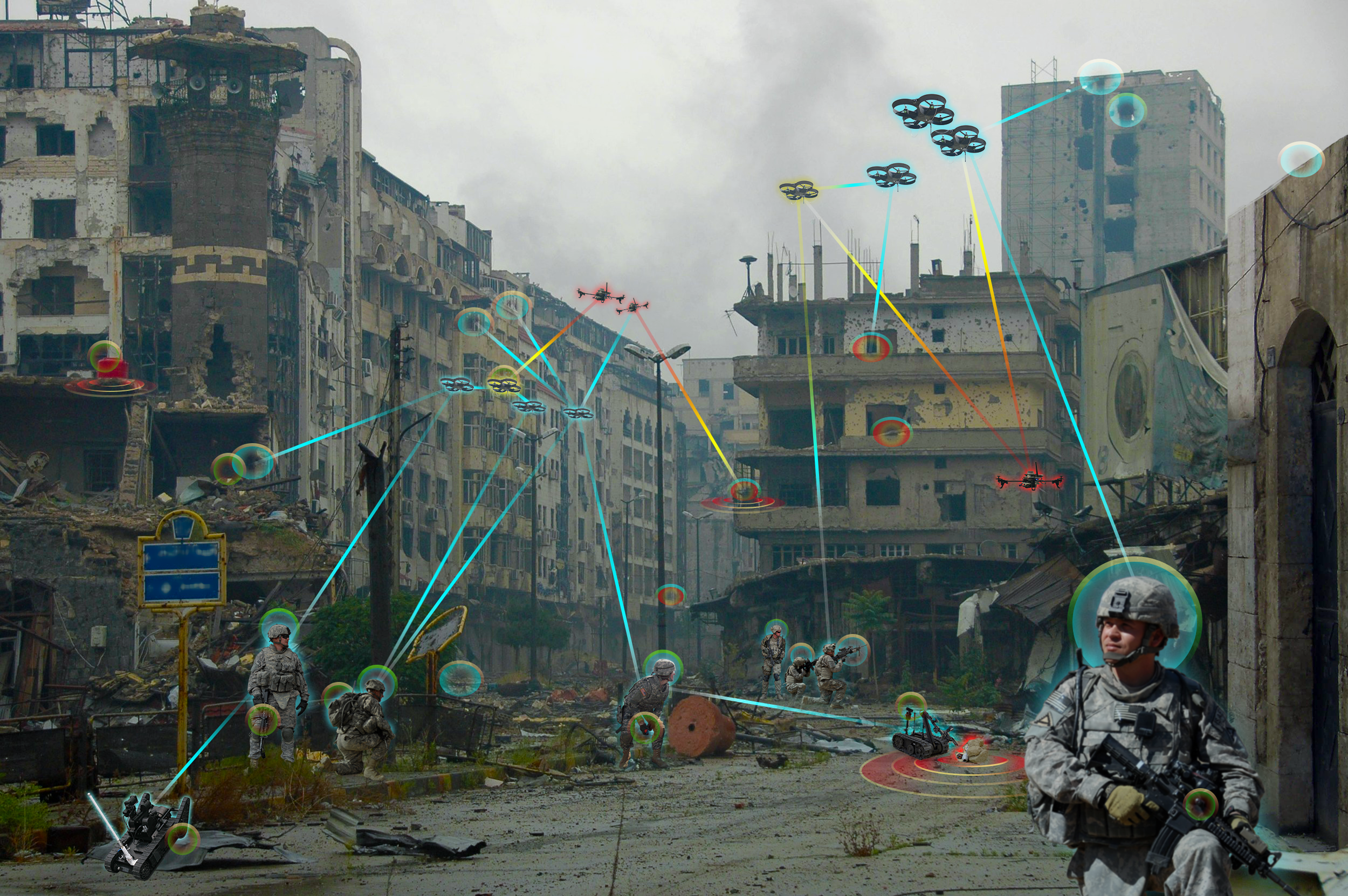
تقنية إنترنت الأشياء في ساحة المعركة في بيئة حضرية غير منظمة وفوضوية

في عام 2016م، أنشأ مختبر أبحاث الجيش الأمريكي (ARL) مشروعًا أطلق عليه اسم "إنترنت الأشياء في ساحة المعركة" (IoBT) وذلك استجابةً للمخطط العملياتي للجيش الأمريكي للفترة الممتدة من عام 2020م إلى عام 2040م، والذي يحمل عنوان "الفوز في عالم معقد". وفي هذا المخطط، أعلنت وزارة الدفاع عن أهدافها الرامية إلى مواكبة التقدم التكنولوجي الذي يحرزه المنافسون المحتملون، وذلك من خلال تحويل تركيزها بعيدًا عن الحروب التقليدية منخفضة الكثافة، متجهةً بدلًا من ذلك نحو القتال في المناطق الحضرية بشكل أكبر. وباعتباره مخططًا تفصيليًا لما يعتقد مختبر أبحاث الجيش الأمريكي أن الحرب المستقبلية قد تتضمنه، فقد دفع مشروع "إنترنت الأشياء في ساحة المعركة" من أجل دمج أفضل لتكنولوجيا إنترنت الأشياء في العمليات العسكرية، وذلك بهدف التحضير بشكل أفضل للتقنيات المتطورة مثل الحرب الإلكترونية التي قد تشكل تهديدًا في المستقبل.
في عام 2017 أنشأ معهد أبحاث الجيش الأمريكي تحالفًا بحثيًا تعاونيًا لإنترنت الأشياء في ساحة المعركة (IoBT-CRA) بغية تجميع الباحثين من الصناعة والأوساط الجامعية والحكومة لتطوير الأسس النظرية لأنظمة إنترنت الأشياء في ساحة المعركة.
وبحسب معهد أبحاث الجيش الأمريكي، صُمم إنترنت الأشياء في ساحة المعركة أساسًا للتفاعل مع البيئة المحيطة من خلال اكتساب المعلومات عنها والتصرف استنادًا إليها والتعلم المستمر من هذه التفاعلات. ونتيجة لذلك ركزت جهود البحث على تحديات الاستشعار والتشغيل والتعلم.
لكي يعمل نظام إنترنت الأشياء العسكري (IoBT) على النحو المنشود، يجب توفير الشروط المسبقة التالية فيما يتعلق بالقدرات التكنولوجية والتنظيم البنيوي والتطبيق العسكري:

#### التواصل
يجب أن تتسم جميع الكيانات المكونة لإنترنت الأشياء العسكري بقدرة تامة على التواصل وتبادل المعلومات فيما بينها، حتى وإن اختلفت تصاميمها وتكويناتها. لتحقيق هذا الهدف، لا بد من توحيد لغة التواصل بين كافة المعدات العسكرية، أو اعتماد آليات "ترجمة" فعالة تمكن من نقل ومعالجة المعلومات بسلاسة. علاوة على ذلك، يجب أن يكون النظام قادرًا على دمج الأجهزة والشبكات المتاحة، بما في ذلك البنية التحتية المدنية، عند الضرورة، لتحقيق أهداف العمليات العسكرية، لا سيما في البيئات الحضرية والمدن الكبرى. وفي الوقت نفسه، يجب مراعاة تفاوت مستويات الأمان والثقة في الشبكات المستخدمة، لضمان حماية المعلومات.
سيكون عامل الزمن بالغ الأهمية في إنجاح إنترنت الأشياء العسكرية، حيث تتطلب العديد من المهام الحيوية سرعة في الاتصال والحساب والتعلم الآلي والاستنتاج والتنفيذ بين الكيانات، إذ يتعين على النظام أن يميز بين المعلومات ويولي الأولوية لأهمها. علاوة على ذلك ستكون قابلية التوسع عنصرًا جوهريًا في التشغيل، حيث ينبغي أن يتمتع النظام بمرونة كافية للعمل بأي حجم.

#### التعلُّم
يعتمد نجاح إطار إنترنت الأشياء في المجال العسكري بصورة كبيرة على كفاءة التعاون المتبادل بين العناصر البشرية والكيانات الإلكترونية المتشابكة ضمن الشبكة. في ساحة المعركة، تُوكَل للكيانات الإلكترونية مهام متنوعة تتراوح بين جمع الاستخبارات وتنفيذ عمليات إلكترونية ضد أنظمة الخصوم. لتحقيق هذه الأهداف بكفاءة، يتعين على هذه التكنولوجيا ألا تقتصر على إدراك أهداف العناصر البشرية المتغيرة باستمرار، بل عليها أيضًا أن تُظهر قدرة عالية على التنظيم الذاتي والتكيّف مع البيئات المتغيرة بسرعة. وعلى خلاف البنى التحتية للشبكات التجارية، يجب أن يأخذ تبنّي إنترنت الأشياء في المجال العسكري في الاعتبار الاحتمال الكبير لوجود بيئة معادية أو غير مستقرة بشكل متعمد، مما يستلزم درجة عالية من الذكاء للتعامل معها.
بناءً على ذلك يتعين أن تكون تقنية إنترنت الأشياء العسكرية مزودة بقدرات على دمج الذكاء الاستباقي والتعلم الآلي والشبكات العصبية، بحيث تتمكن من استنباط مقاصد المستخدمين البشر وتحديد السبل الأنجع لتحقيقها دون الحاجة إلى تدخل بشري مفصل في كل مكون من مكونات النظام.
وفقًا لمختبر أبحاث الجيش الأمريكي فإن المحافظة على سيطرة المعلومات ستعتمد على تطوير أنظمة مستقلة قادرة على العمل خارج الإطار الحالي الذي يعتمد كلية على التحكم البشري. ويركز بحث إنترنت الأشياء العسكري بشكل أساسي على تطوير خوارزميات التعلم الآلي لتمنح الشبكة القدرة على اتخاذ القرارات بشكل مستقل. وبدلًا من وجود نظام واحد في قلب الشبكة يعمل كعنصر ذكاء مركزي يملي الإجراءات، سيكون الذكاء موزعًا في جميع أرجاء الشبكة. وبالتالي، يمكن للمكونات الفردية أن تتعلّم وأن تتكيف وأن تتفاعل محليًا، كما يمكنها أيضًا تحديث سلوكياتها وخصائصها تلقائيًا وديناميكيًا على نطاق عالمي لتتواءم العمليات مع التطورات المتسارعة في ساحة المعركة.
في سياق إنترنت الأشياء، فإن دمج الذكاء الاصطناعي مع الكم الهائل من البيانات والكيانات المتفاعلة ضمن الشبكة يفتَح آفاقًا واسعة من السلوكيات والقدرات التكنولوجية في العالم الواقعي.
يقتضي على إنترنت الأشياء العسكري أن يتعلّم بسرعة فائقة للتكيّف مع المتغيرات الميدانية المتلاحقة. وقد برز مفهوم "التعلّم الفوقي" كأداة واعدة لتعزيز قدرة هذه الأنظمة على التعلّم الذاتي والتكيّف دون الحاجة إلى معطيات مسبقة. علاوة على ذلك، حظيت نماذج قياس عدم اليقين باهتمام بالغ نظرًا لدورها المحوري في رفع دقة القرارات التكتيكية، وذلك من خلال تقدير درجة الثقة في التنبؤات التي تقدمها هذه الأنظمة.
كما يجب أن يتمتع النظام بمستوى وعي ظرفي متقدم باستخدام الذكاء الاصطناعي، مما يمكنه من العمل ذاتيًا استنادًا إلى بيانات محدودة. يركز النظام على استنباط صورة شاملة ودقيقة من عدد محدود من المتغيرات، مع دمج البيانات المتنوعة باستمرار والتعلم من التجارب السابقة والحالية للتنبؤ بالمستقبل. كما يجب أن يتمتع النظام بمرونة للتعامل مع الأعطال والظروف غير المتوقعة، مع إعادة توزيع الموارد لضمان الأداء المقبول، مع إعطاء الأولوية للمكونات الحساسة، مثل الشبكات التي تنقل معلومات طبية، لجعلها أكثر مقاومة للفشل.

#### إمكانية الوصول المعرفية
تُشكّل قدرة الإدراك البشري عائقًا جَسِيمًا أمام أداء إنترنت الأشياء في المجال العسكري. فالعقل البشري غير قادر على استيعاب وتحليل الكم الهائل من البيانات المعقّدة التي تُولِّدها الأجهزة المتصلة بالشبكة. لذا، يتعيّن على تقنيات إنترنت الأشياء شبه المستقلة أن تعتمد على جمع وتحليل كميات ضخمة من البيانات المعقّدة، ثم تحويلها إلى معلومات موجزة وواضحة تتناسب مع احتياجات الوحدات العسكرية، كالإنذارات والإشارات المرتبطة بالأوضاع والمهام.
ومن ناحية أخرى، يشكّل خطر نقل معلومات غير مفيدة أو مضللة تحديًا كبيرًا. فقد يؤدي ذلك إلى تشتيت انتباه الوحدات القتالية أو اتخاذ قرارات خاطئة ذات عواقب وخيمة. كما أن فقدان الثقة في دقة المعلومات قد يؤدي إلى تعطيل النظام بالكامل. لذلك، يجب أن يوفر إنترنت الأشياء العسكري معلومات دقيقة وسهلة الفهم مع الحفاظ على جودتها، مما يعزز كفاءة النظام ويضمن التكامل السلس بين الإنسان والتقنية.

### حرب الفسيفساء
صاغ توم بيرنز المدير السابق لمكتب التكنولوجيا الإستراتيجية في وكالة مشاريع الأبحاث الدفاعية المتقدمة (DARPA)، ونائبه دان بات مصطلح "الحرب الفسيفسائية" لوصف منهجية جديدة في الحروب العسكرية تعتمد على مفهوم "أنظمة من أنظمة". ويهدف هذا النهج إلى إعادة تشكيل أنظمة الدفاع والتكنولوجيا العسكرية بحيث يمكن نشرها بسرعة ومرونة في تشكيلات متنوعة لتناسب مختلف المهام.
يستلهم مفهوم الحرب الفسيفسائية من طبيعة قطع الليغو المتداخلة وفن الفسيفساء، حيث يتم تجميع عناصر صغيرة ومتنوعة لتكوين صورة أكبر وأكثر تعقيدًا. ويهدف هذا النهج إلى إرباك العدو وتشويشه من خلال نشر أنظمة أسلحة تكنولوجية منخفضة التكلفة وقابلة للتكيف وقابلة للاستهلاك، والتي يمكنها القيام بأدوار متعددة والتنسيق فيما بينها، مما يعقد عملية اتخاذ القرار لديه.
نشأ هذا الأسلوب كرد فعل على النظم العسكرية التقليدية التي تعتمد على بنية قيادة وتحكم مركزية، والتي تحتوي على نقاط ضعف متعددة. ففي هذه النظم، يتم تطوير عدد محدود من الأنظمة العالية القدرة التي تكون ذات أهمية إستراتيجية كبيرة، مما يجعلها هدفًا رئيسيًا للعدو.
يعود تاريخ مفهوم الحرب الفسيفسائية داخل وكالة DARPA إلى عام 2017، وقد ساهم في تطوير العديد من البرامج التكنولوجية، مثل برنامج "تقنية وتجريب تكامل الأنظمة" (SoSIT). وقد أدى هذا البرنامج إلى تطوير نظام شبكي يسمح للمحطات الأرضية والمنصات المختلفة بتبادل وترجمة البيانات فيما بينها، حتى وإن كانت غير متصلة سابقًا.

### محيط الأشياء
في عام 2017 أعلنت وكالة مشاريع الأبحاث الدفاعية المتقدمة (داربا) عن إنشاء برنامج جديد يسمى "محيط الأشياء"، والذي كان يخطط لتطبيق تكنولوجيا إنترنت الأشياء على نطاق واسع من أجل إنشاء وعي مستمر بالأوضاع البحرية عبر مساحات كبيرة من المحيط. وفقًا للإعلان، كان المشروع سيتضمن نشر آلاف العوامات الصغيرة المتاحة تجاريًا. كل عوامة ستحتوي على مجموعة من أجهزة الاستشعار التي تجمع البيانات البيئية مثل درجة حرارة سطح البحر وحالة البحر، وبيانات النشاط مثل حركة السفن التجارية والطائرات. جميع البيانات التي تجمعها هذه العوامات ستُرسل بشكل دوري إلى شبكة سحابية للتخزين والتحليل في الوقت الفعلي. من خلال هذا النهج، كانت داربا تهدف إلى إنشاء شبكة واسعة من المستشعرات التي يمكنها اكتشاف وتتبع وتحديد كل من السفن العسكرية والتجارية والمدنية، وكذلك مؤشرات النشاط البحري الأخرى.

## المخاوف الأمنية
من أبرز المخاطر التي تتهدد تكنولوجيا إنترنت الأشياء العسكرية هو احتمال تعرض الشبكة بأكملها لتهديدات عدائية أو أعطال نظامية. نظرًا لكون مفهوم إنترنت الأشياء العسكرية يقوم على ربط جميع مكونات الشبكة - كالمستشعرات والمحركات والبرمجيات والأجهزة الإلكترونية الأخرى - ببعضها البعض بهدف جمع وتبادل البيانات، فإن الأجهزة ذات الحماية الضعيفة تصبح عرضة للاستغلال من قبل الهجمات التي قد تؤدي إلى تسريب كميات هائلة من المعلومات السرية. علاوة على ذلك، فإن اختراق شبكة إنترنت الأشياء العسكرية قد يسبب أضرارًا جسيمة لا يمكن إصلاحها تتمثل في انتشار برامج ضارة وتقديم معلومات مضللة وتسريب معلومات استخباراتية.
وفقًا لما أوردته وزارة الدفاع الأمريكية، فإن أمن أنظمة إنترنت الأشياء ما زال يشكل أولوية قصوى في أبحاثها. ينبغي لأنظمة إنترنت الأشياء العسكرية أن تكون قادرة على التنبؤ بالهجمات المعادية وتجنبها والتعافي منها، والتي تستهدف عادةً اختراق الشبكة أو تعطيلها أو الاستيلاء عليها أو التلاعب ببياناتها أو تدميرها. إن استخدام تقنيات التشويش أو التنصت الإلكتروني أو البرامج الضارة يشكل تهديدًا جسيمًا لسرية وسلامة وتوافر المعلومات المخزنة بالشبكة. علاوة على ذلك، قد يتعرض الأفراد لحملات تضليلية تهدف إلى زعزعة ثقتهم في مكونات نظام إنترنت الأشياء العسكري.
نظرًا لاستخدام تقنيات إنترنت الأشياء العسكرية في بيئات قتالية، يجب على الباحثين أن يأخذوا في الاعتبار احتمال اختراق العديد من مصادر البيانات. وقد يؤدي ذلك إلى استخدام خوارزميات تقييم التهديدات لمصادر بيانات مصابة، مما يؤدي إلى تأكيد زائف على صحة كيانات ضارة.
يقتضي التقليل من المخاطر المتعلقة بأجهزة إنترنت الأشياء سعيًا شاملًا من الشبكة للحفاظ على حصونها السيبرانية متينة، إلى جانب اتخاذ تدابير استخباراتية مضادة لإحباط أو تخريب أو ردع الأخطار المحتملة. ومن الأمثلة على الاستراتيجيات المتاحة استخدام ما يُعرف بـ"الأمن القابل للتخلص"، حيث يتم التخلص من الأجهزة المشتبه في اختراقها من قِبل العدو أو عزلها عن شبكة إنترنت الأشياء العسكرية، بالإضافة إلى استخدام شبكات وهمية تضلل المترصدين المعادين. ونظرًا لتوقع تطور تكتيكات القوات المعادية وتكيّفها لاختراق شبكة إنترنت الأشياء العسكرية، يتعين على الشبكة الدخول في عملية تعلم مستمرة لتحسين كفاءتها في اكتشاف الشذوذ ومراقبة الأنماط وآليات الدفاع الأخرى بشكل آلي.
تُعتبر عملية تخزين البيانات بصورة آمنة أحد المحاور الأساسية في بحوث إنترنت الأشياء العسكري. ونظرًا للتوقعات بضخامة حجم البيانات المتولدة في هذا النظام، فقد تركز الاهتمام على ابتكار أساليب جديدة لحفظ البيانات بصورة سليمة وتنظيم الوصول إليها بشكل محكم بحيث يُحجم عن التسريب أو الاختراق. ومن الحلول المقترحة في هذا الصدد ما أطلقته وزارة الدفاع الأمريكية من منصة أمن شبكي أسمتها "الامتثال للاتصال" (C2C)، وهي منصة تعمل على مراقبة اكتشاف الأجهزة والتحكم في الوصول إليها بصورة ذاتية لمواكبة التوسع السريع للشبكة من الكيانات.
إلى جانب مخاطر التلاعب الرقمي والاختراق من قِبل المخترقين، فإن هناك مخاوف أخرى تتعلق بضعف إشارات الاتصال اللاسلكي في المواقع القتالية النائية. وقد أظهر نقص الاتصال المستمر بالإنترنت أنه يحد من فائدة وقابلية استخدام بعض الأجهزة العسكرية التي تعتمد على استقبال موثوق للإشارات.

## قراءة إضافية
- Suri، Niranjan؛ Tortonesi، Mauro؛ Michaelis، James؛ Budulas، Peter؛ Benincasa، Giacomo؛ Russell، Stephen؛ Stefanelli، Cesare؛ Winkler، Robert (2016). "Analyzing the applicability of Internet of Things to the battlefield environment". 2016 International Conference on Military Communications and Information Systems (ICMCIS). ص. 1–8. DOI:10.1109/ICMCIS.2016.7496574. ISBN:978-1-5090-1777-5. S2CID:17390182. مؤرشف من الأصل في 2024-07-15. اطلع عليه بتاريخ 2024-11-14.
- Chudzikiewicz، Jan؛ Furtak، Janusz؛ Zielinski، Zbigniew (2015). "Fault-tolerant techniques for the Internet of Military Things". 2015 IEEE 2nd World Forum on Internet of Things (WF-IoT). ص. 496–501. DOI:10.1109/WF-IoT.2015.7389104. ISBN:978-1-5090-0366-2. S2CID:2766338. مؤرشف من الأصل في 2024-06-10. اطلع عليه بتاريخ 2024-11-14.